# Ekrem Dağ
Ekrem Hayyam Dağ [daː] (* 5. Dezember 1980 in Mardin, Türkei) ist ein österreichischer ehemaliger Fußballspieler.

## Karriere

### Verein
Dağ begann seine Karriere in Leibnitz. 1997 wechselte er zum SK Sturm Graz, bei dem er ab 2001 dem Profikader angehörte. Am 19. Februar 2002 absolvierte er seinen ersten Bundesligaeinsatz bei Sturm Graz. Nach 95 Ligaspielen (zehn Tore) wechselte er im Jahre 2005 zu Gaziantepspor. Am 3. Juni 2008 bekam er einen Vertrag beim türkischen Fußballklub Beşiktaş Istanbul, mit dem er in seinem ersten Jahr als Stammspieler die türkische Meisterschaft und den Pokal gewann. In der Saison 2010/11 gewann er mit seiner Mannschaft zum zweiten Mal den türkischen Pokal. Vor Beginn der Saison 2012/13 wurde sein Vertrag bei Beşiktaş gekündigt. Wenige Tage nach dieser Vertragsauflösung wechselte er zu seinem vorherigen Verein Gaziantepspor. Im Sommer 2014 ging er zum türkischen Zweitligisten Şanlıurfaspor und spielte hier zwei Spielzeiten lang.
Im Jahre 2016 kehrte er nach Österreich zurück und beendete seine Profikarriere. Er schloss sich im Jänner 2017 dem steirischen Oberligisten SV Pachern an. Seit Juli 2017 ist er Trainer des Oberligisten SV Fladnitz. Im November 2019 trat er die Stelle des Co-Trainers beim Istanbul Başakşehir FK an.
2022 wurde er der Trainer von Göztepe Izmir.

### Nationalmannschaft
Am 26. Mai 2009 wurde Dağ erstmals für den Kader des österreichischen Nationalteams nominiert. Aufgrund einer Schulteroperation musste er allerdings bereits fünf Tage später seine Einberufung wieder absagen. Sein Debüt im Teamdress absolvierte er am 3. März 2010 beim 2:1-Sieg im Freundschaftsspiel im Ernst-Happel-Stadion gegen Dänemark. Insgesamt absolvierte er zehn Länderspiele.

## Erfolge
Mit Beşiktaş Istanbul
- Türkischer Meister: 2008/09
- Türkischer Pokalsieger: 2008/09, 2010/11